# (163364) 2002 OD20
2002 أو دي 20 (ويعرف أيضًا باسم (163364) 2002 أو دي 20 وفق تسمية الكوكب الصغير) (بالإنجليزية: 2002 OD20)‏ هو كويكب ضمن حزام الكويكبات؛ وترتيبه 163364 من حيث الاكتشاف.
اكتُشف هذا الجُرم الفلكي بواسطة تعقب الأجرام القريبة من الأرض في 21 يوليو 2002.

## وصلات خارجية
- (163364) 2002 OD20 في قاعدة بيانات مختبر الدفع النفاث لأجرام النظام الشمسي الصغيرة

- الاكتشاف · مخطط المدار ·  العناصر المدارية · المعلمات المادية

- (163364) 2002 OD20 على موقع ويكي سكاي: DSS2, SDSS, GALEX, IRAS, Hydrogen α, X-Ray, Astrophoto, Sky Map, Articles and images